# Art Expo Nigeria
Art Expo Nigeria è una vera e propria Expo a cadenza annuale organizzata dalla NGA (National Gallery of Art) in collaborazione con AGAN (Art Galleries Association of Nigeria) a Lagos.
La prima edizione si è svolta nel National Museum, Onikan, Lagos nel 2008. Prendendo come modello da seguire le esposizioni d'arte annuali o biennali presenti in tutto il mondo (Art Expo Chicago, Art Expo New York, Art Expo London, Art Expo Malaysia, Art Expo Berlin, Art Expo South Africa and Art Expo Las Vegas), l'evento nigeriano è organizzato con il pieno sostegno della National Gallery of Art.
Ogni anno le gallerie facenti parte dell'associazione AGAM espongono in occasione dell'Expo le opere dell'artista o degli artisti che meglio le rappresentano.
È un'importante vetrina del sistema del mercato dell'arte contemporaneo nigeriano.
L'International Art Expo Nigeria cerca di riunire il maggior numero possibile di artisti provenienti da tutto il continente con lo scopo di pubblicizzare e diffondere le loro opere che è possibile acquistare. L'idea principale è quella di creare un mercato dell'arte africano internazionale.
L'evento ha luogo nel mese di agosto ed ha inoltre la finalità di creare una piattaforma che permetta uno scambio culturale tra la Nigeria e il resto del mondo.
Con tale evento, di natura competitiva, si spera che il livello di creatività artistica nigeriana si alzi ulteriormente creando più consapevolezza negli artisti che si vedono protagonisti del mercato dell'arte.

## Edizioni
- ArtExpo Nigeria 2011
- ArtExpo Nigeria 2010
- ArtExpo Nigeria 2009
- ArtExpo Nigeria 2008